# ジュノー郡 (ウィスコンシン州)
ジュノー郡（英: Juneau County）は、アメリカ合衆国ウィスコンシン州の中央部に位置する郡である。2010年国勢調査での人口は26,664人であり、2000年の24,316人から9.7％増加した。郡庁所在地はモーストン市（人口4,423人）であり、同郡で人口最大の都市でもある。

## 地理
アメリカ合衆国国勢調査局に拠れば、郡域全面積は804平方マイル (2,082.4 km2)であり、このうち陸地768平方マイル (1,989.1 km2)、水域は37平方マイル (95.8 km2)で水域率は4.54％である。

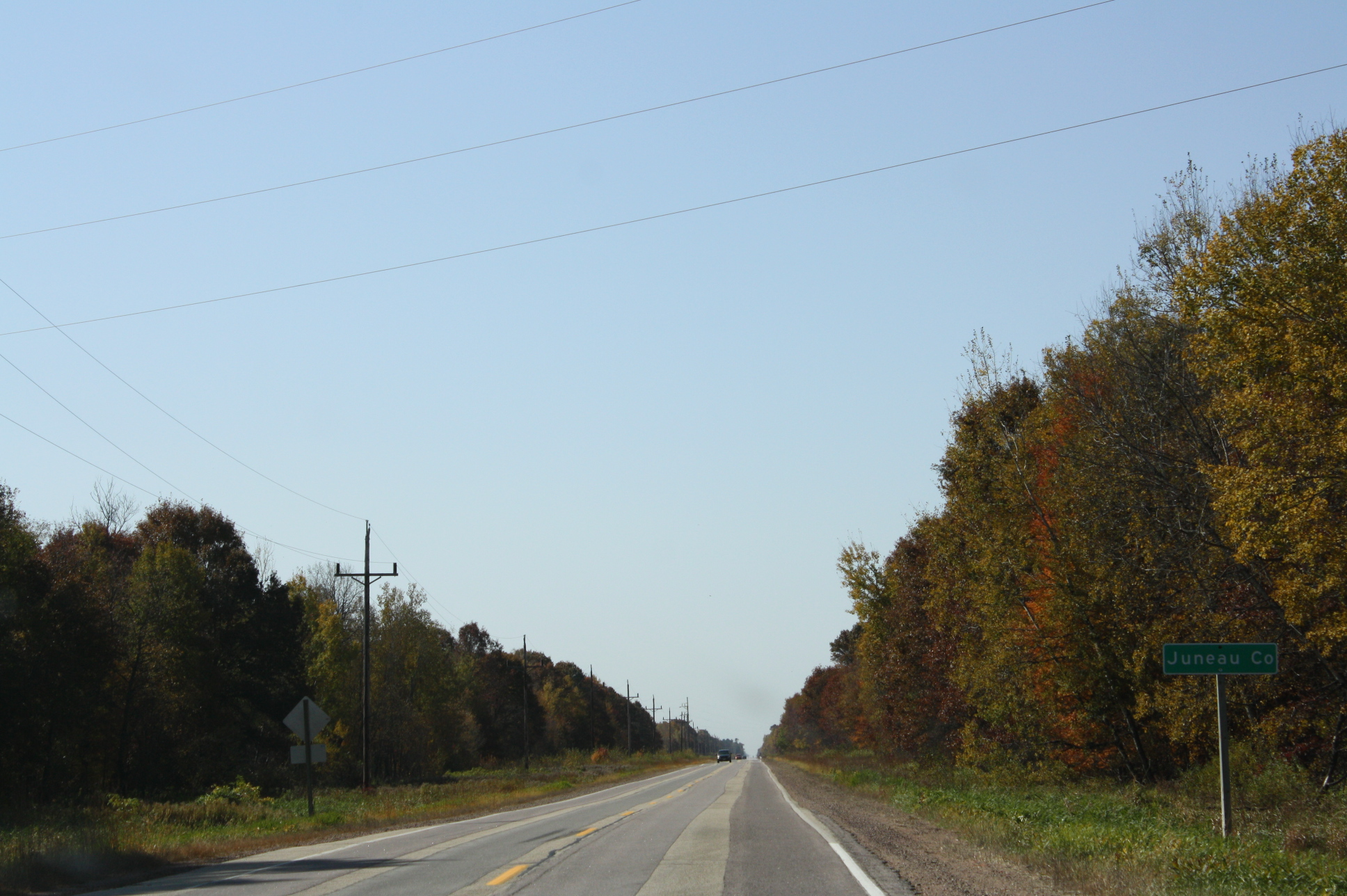
州道173号線沿いの歓迎看板

### 主要高規格道路
- 州間高速道路90号線
- 州間高速道路94号線
- アメリカ国道12号線
- ウィスコンシン州道21号線
- ウィスコンシン州道16号線
- ウィスコンシン州道71号線
- ウィスコンシン州道33号線
- ウィスコンシン州道58号線
- ウィスコンシン州道80号線
- ウィスコンシン州道82号線
- ウィスコンシン州道173号線

### 隣接する郡
- ウッド郡 - 北
- アダムズ郡 - 東
- コロンビア郡 - 南東
- ソーク郡 - 南
- バーノン郡 - 南西
- モンロー郡 - 西
- ジャクソン郡 - 北西

### 国立保護地域
- Necedah 国立野生生物保護区

### アメリカ軍の基地
- フォルク飛行場航空州軍基地

## 人口動態

2000人口ピラミッド

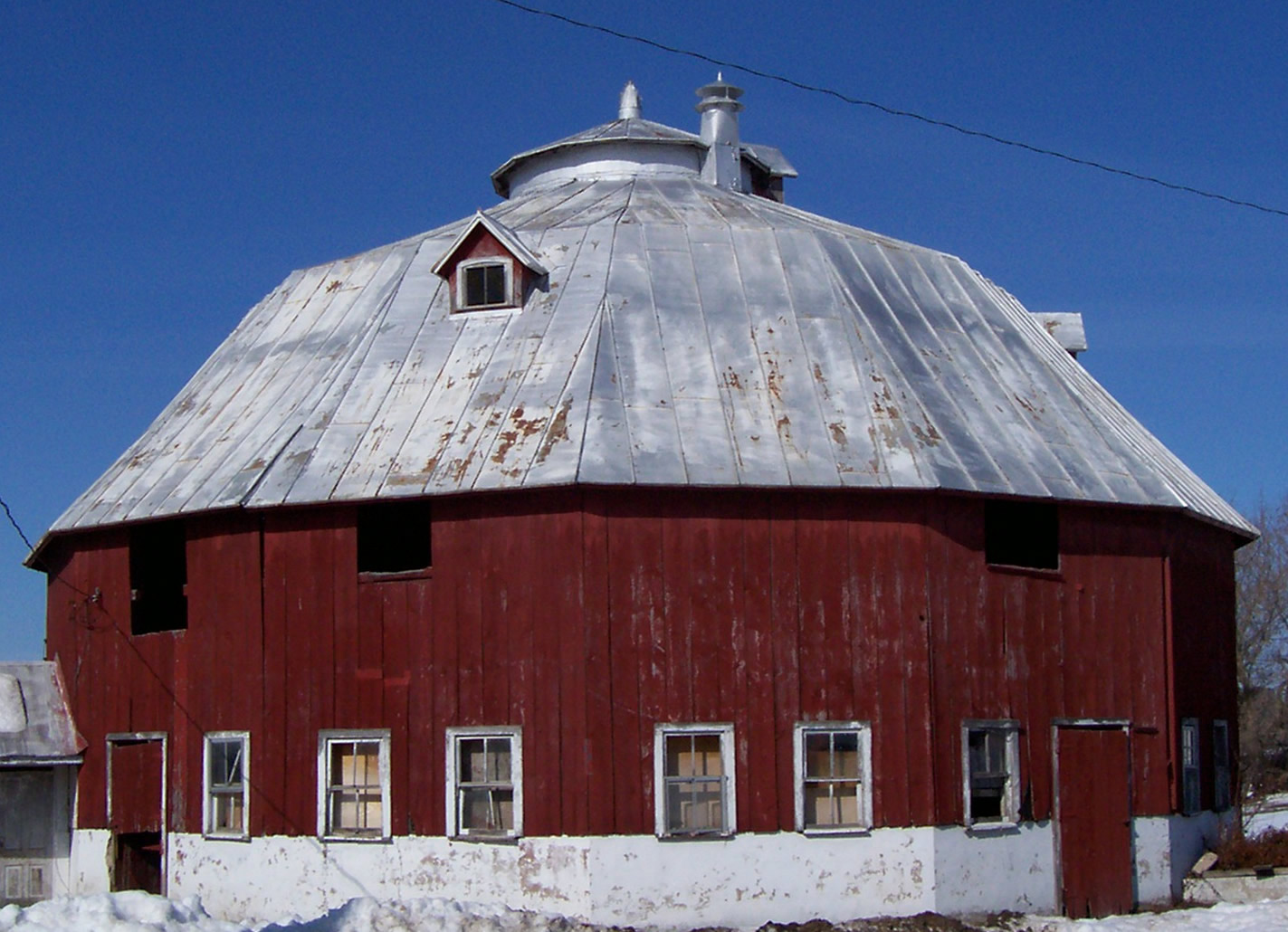
モーストンの南にある10面の納屋

以下は2000年国勢調査による人口統計データである。
| 基礎データ - 人口: 24,316人 - 世帯数: 9,696 世帯 - 家族数: 6,699 家族 - 人口密度: 12人/km2（32人/mi2） - 住居数: 12,370軒 - 住居密度: 6軒/km2（16軒/mi2） 人種別人口構成 - 白人: 96.61% - アフリカン・アメリカン: 0.33% - ネイティブ・アメリカン: 1.30% - アジア人: 0.44% - 太平洋諸島系: 0.02% - その他の人種: 0.57% - 混血: 0.74% - ヒスパニック・ラテン系: 1.43% 先祖による構成 - ドイツ系：41.2％ - アイルランド系：9.9％ - ノルウェー系：8.8％ - ポーランド系：6.5％ - イギリス系：5.8％ | 年齢別人口構成 - 18歳未満: 25.4% - 18-24歳: 6.9% - 25-44歳: 26.6% - 45-64歳: 24.3% - 65歳以上: 16.8% - 年齢の中央値: 39歳 - 性比（女性100人あたり男性の人口） - 総人口: 100.1 - 18歳以上: 97.4 世帯と家族（対世帯数） - 18歳未満の子供がいる: 30.4% - 結婚・同居している夫婦: 55.5% - 未婚・離婚・死別女性が世帯主: 8.8% - 非家族世帯: 30.9% - 単身世帯: 26.0% - 65歳以上の老人1人暮らし: 12.3% - 平均構成人数 - 世帯: 2.47人 - 家族: 2.96人 |

## 都市と町
| - モーストン - 郡庁所在地 - エルロイ - ニューリスボン - ウィスコンシンデルズ（部分） | - キャンプダグラス - ハスラー - リンドンステーション - ネシダー - ユニオンセンター - ウォニワック | - アーメニア - クリアフィールド - カトラー - フィンリー - ファウンテン - ジャーマンタウン - キルデア - キングストン - リーモンウィア - リンディナ | - リスボン - リンドン - マリオン - ネシダー町 - オレンジ - プリマス - セブンマイルクリーク - サミット - ウォニワック町 | - クローバーデール - カトラー - フィンリー - インディアンハイツ - ケリー - リーモンウィア - リンディナ - ローンロック - マザー - メドウバレー - ニューマイナー - オレンジミル - スプラーグ |